# Javier (Spanyolország)
Javier egy község Spanyolországban, Navarra autonóm közösségben. Javier Sos del Rey Católico, Cáseda, Sangüesa, Yesa és Liédena községekkel határos. Lakosainak száma 111 fő (2024).

## Nevezetességek
A kis település leghíresebb építménye a javieri vár. Amellett, hogy igen látványos, azért is ismerik sokan, mert itt született Xavéri Szent Ferenc jezsuita hittérítő.

## Népesség
A település népessége az elmúlt években az alábbi módon változott:
| Lakosok száma | 112  | 77   | 100  | 113  | 116  | 116  | 107  | 110  | 125  | 111  |
|               | 2001 | 2004 | 2006 | 2009 | 2011 | 2014 | 2016 | 2019 | 2021 | 2024 |